# David Starkey
David Robert Starkey, CBE, FSA, född 3 januari 1945 är en engelsk historiker, författare och skapare av historiografiska TV- och radioproduktioner. Han är expert på tudortiden och huset Tudor.

## Barndom och uppväxt
Starkey föddes som enda barn i en kväkarfamilj i Kendal, Westmorland (numera Cumbria) i England år 1945. Hans föräldrar tillhörde båda arbetarklassen, och Starkey har beskrivit sin mor som den drivande kraften i familjen. Starkey föddes med klumpfot och drabbades även som fyraåring av polio.
Starkey lyckades i grundskolan i Kendal göra så bra ifrån sig att han fick ett stipendium för vidarestudier vid Fitzwilliam College, University of Cambridge, där han sedermera kom att bli Honorary Fellow de gjorde att han fick behörighet att undervisa på skolan även om han inte var anställd där.

## Karriär
Från 1972 till 1998 undervisade Starkey i historia vid London School of Economics. Samtidigt påbörjade han sin karriär vid radion. Han rönte framgångar med ett program vid namn The Moral Maze, där han som programledare på ett fräckt och pådrivande sätt utsatte människor för korsförhör angående deras inställning i moraliska frågor. Han fortsatte sedan med ett samhällsprogram där lyssnare fick ringa in och "tycka till". Starkey gjorde sig känd för en påstridig, burdus och satiriskt kvick stil, som inte alltid uppskattats av hans kritiker. År 2007 uttalade han sig kritiskt mot drottning Elizabeth II, kallade henne en obildad hemmafru och jämförde hennes attityd gentemot kultur med Joseph Goebbels genom att säga att hon gav honom intryck av att vilja sträcka sig efter ett vapen varje gång hon hörde ordet "kultur". 
Starkey gav upphov till ytterligare kontroverser i mars 2009 då han hävdade att kvinnliga historiker hade femininiserat historieskrivningen genom att skriva social historia med fokus på kvinnorelaterade ämnen. Han menade att Henrik VIII:s sex hustrur rönt oförtjänt mycket uppmärksamhet, trots att han själv skapat en TV-serie i ämnet. Enligt Starkey så "Är det vad man kan vänta sig av femininiserad historia, det faktum att så många av de författare som skriver om detta är kvinnor, och de skriver för en kvinnlig publik. Olyckliga äktenskap är vad som drar in pengarna." Han hävdade också att även om flera monarker har varit kvinnor, till exempel Maria I av England, Elisabet I av England och drottning Victoria av England, så kan kvinnor inte betraktas som "maktspelare" i den europeiska historien fram till 1900-talet. Detta föranledde historikern Lucy Worsley att anklaga Starkey för historisk sexism..
Starkeys TV-serier om Henrik VIII av England, Elisabet I av England, Henrik VIII:s sex hustrur och andra personer under Tudoreran har rönt internationella framgångar. År 2004 påbörjade han en TV-serie som producerades under många år som berättade historien om den engelska/brittiska monarkin från de anglosaxiska kungarna fram till modern tid. Starkey har gjort betydande bidrag till den engelska historieskrivningen genom sin forskning kring livet vid hovet under Henrik VIII, och genom att forska kring och skriva om hur och varför Katarina Howard och Anne Boleyn egentligen störtades.
Starkey utsågs till medlem (fellow) av Society of Antiquaries of London år 1994. Han mottog även en CBE av drottning Elizabeth II år 2007.
I april 2009 var Starkey ansvarig för genomförandet av en stor utställning om Henrik VIII vid namn Henry VIII: Man & Monarch som hölls på British Library.